# 코코어
코코어는 대한민국의 밴드이다. 대한민국 인디 클럽 씬의 대표주자로 불리며, 그런지 열풍을 몰고왔다는 평을 받는다.

## 역사
이우성과 황명수는 홍대의 라이브클럽 드럭에서 드럭 밴드를 결성하고, 너바나의 커트 코베인 사망 1주기 추모 공연을 했다. 이후 드럭 밴드는 크라잉넛과 함께 드럭에서 공연을 하다가 해체를 하고, 남은 멤버들끼리 버거킹이라는 새로운 밴드를 만들어, 너바나의 음악을 연주하였다.

## 구성원
- 이우성 - 기타, 보컬
- 황명수 - 기타, 보컬
- 김재권 - 베이스, 보컬
- 정지완 - 드럼

## 음반 목록

### 정규 음반
- 《>Odor》 (1998)

- 《Boyish》 (2000)
- 《Super Stars》 (2003)
- 《Fire, Dance With Me》 (2006)
- 《Relax》 (2009)

### 싱글
- 〈고엽제〉 (2000, 카바레)

### 참여 음반
- 《Smells Like Nirvana》 - 〈Spank Thru〉 (1997)
- 《Fandom Cd Vol.4》 - 〈No More Song〉 (1999)
- 《Open The Door Vol.1》 - 〈로터리의 밤〉 (1999)
- 《섬》 - 〈벌레〉 (2000)
- 《물 좀 주소 프로젝트》 - 〈물 좀 주소〉 (2008)